# RuPaul's Drag Race All Stars (sesta edizione)
La sesta edizione di RuPaul's Drag Race All Stars è andata in onda negli Stati Uniti dal 24 giugno al 2 settembre 2021. Questa stagione è stata annunciata il 20 agosto 2020, e il cast è stato rivelato tramite una live YouTube, sul canale ufficiale dello show il 26 maggio 2021.
In quest'edizione, come la precedente, solo la concorrente migliore avrà la possibilità di esibirsi in playback per ricevere il potere di eliminare una delle concorrenti, scontrandosi con una "Lip-Sync Assassin", ovvero un’ex-concorrente dello show non in gara, ricordata nella storia del programma per le proprie esibizioni e coreografie durante i playback. In caso di vittoria della concorrente in gara, oltre a 10000 $, questa riceve il potere di eliminare una delle concorrenti che è andata peggio nella sfida. Altrimenti, la "Lip-Sync Assassin" rivela il nome più votato da tutte le altre concorrenti, che sarà eliminata, e i 10000 $ saranno sommati al montepremi del playback successivo. Inoltre è stato annunciato che la stagione sarebbe andata in onda su Paramount+.
Kylie Sonique Love, vincitrice della sesta edizione, ha ricevuto come premio 100000 $, una fornitura di un anno di cosmetici della Anastasia Beverly Hills Cosmetics e una corona con scettro di Fierce Drag Jewels.
Scarlet Envy prenderà poi parte alla seconda edizione di RuPaul's Drag Race: UK vs the World, mentre Eureka! parteciperà nuovamente alla seconda edizione di Canada's Drag Race: Canada vs the World.

## Concorrenti
Le tredici concorrenti che partecipano al reality show sono:
| Concorrente          | Vero nome            | Età | Città                     | Edizione originale    | Posizionamento edizione originale | Posizionamento |
| -------------------- | -------------------- | --- | ------------------------- | --------------------- | --------------------------------- | -------------- |
| Kylie Sonique Love   | Kylie Love           | 37  | Los Angeles – California  | 2ª edizione           | 9º posto                          | Vincitrice     |
| Eureka!              | Eureka D. Huggard    | 30  | Los Angeles – California  | 9ª edizione           | 11º posto                         | Finaliste      |
| Eureka!              | Eureka D. Huggard    | 30  | Los Angeles – California  | 10ª edizione          | Finalista                         | Finaliste      |
| Ginger Minj          | Joshua Eads Brown    | 35  | Orlando – Florida         | 7ª edizione           | Finalista                         | Finaliste      |
| Ginger Minj          | Joshua Eads Brown    | 35  | Orlando – Florida         | 2ª edizione All Stars | 8º posto                          | Finaliste      |
| Ra'Jah O'Hara        | Benni Miller         | 34  | Dallas – Texas            | 11ª edizione          | 9º posto                          | Finaliste      |
| Trinity K. Bonet     | Joshua Jamal Jones   | 29  | Atlanta – Georgia         | 6ª edizione           | 7º posto                          | 5º posto       |
| Pandora Boxx         | Michael Steck        | 48  | Los Angeles – California  | 2ª edizione           | 5º posto/Miss Simpatia            | 6º posto       |
| Pandora Boxx         | Michael Steck        | 48  | Los Angeles – California  | 1ª edizione All Stars | 11º/12º posto                     | 6º posto       |
| Jan                  | Charlie Mantione     | 27  | New York – New York       | 12ª edizione          | 8º posto                          | 7º posto       |
| A'Keria C. Davenport | Gregory D'Waine      | 32  | Dallas – Texas            | 11ª edizione          | 3/4º posto                        | 8º posto       |
| Scarlet Envy         | Jacob James Grady    | 28  | Brooklyn – New York       | 11ª edizione          | 10º posto                         | 9º posto       |
| Yara Sofia           | Gabriel Burgos Ortiz | 36  | Las Vegas – Nevada        | 3ª edizione           | 4º posto/Miss Simpatia            | 10º posto      |
| Yara Sofia           | Gabriel Burgos Ortiz | 36  | Las Vegas – Nevada        | 1ª edizione All Stars | 5º/6º posto                       | 10º posto      |
| Silky Nutmeg Ganache | Reginald Steele      | 29  | Los Angeles – California  | 11ª edizione          | 3/4º posto                        | 11º posto      |
| Jiggly Caliente      | Bianca Castro        | 39  | Queens – New York         | 4ª edizione           | 8º posto                          | 12º posto      |
| Serena ChaCha        | Myron Morgan         | 29  | Fort Lauderdale – Florida | 5ª edizione           | 13º posto                         | 13º posto      |

## Tabella eliminazioni
| Ordine | Episodi | Episodi | Episodi | Episodi | Episodi | Episodi | Episodi | Episodi | Episodi | Episodi | Episodi | Episodi            |
| Ordine | 1       | 2       | 3       | 4       | 5       | 6       | 7       | 8       | 9       | 10      | 11      | 12                 |
| ------ | ------- | ------- | ------- | ------- | ------- | ------- | ------- | ------- | ------- | ------- | ------- | ------------------ |
| 1      | Yara    | Ra'Jah  | Trinity | Jan     | Ginger  | Sonique | Trinity | Ginger  | Ra'Jah  | Eureka! | Eureka! | Kylie Sonique Love |
| 2      | Pandora | Eureka  | Pandora | Eureka  | A'Keria | Ginger  | Eureka  | Eureka  | Ginger  | Silky   | Ginger  | Eureka!            |
| 3      | Ra'Jah  | Sonique | Ra'Jah  | Trinity | Eureka  | Jan     | Ra’Jah  | Sonique | Sonique | Pandora | Ra'Jah  | Ginger Minj        |
| 4      | Eureka  | Jan     | Yara    | Ra'Jah  | Trinity | Pandora | Sonique | Ra'Jah  | Trinity | Jan     | Sonique | Ra’Jah O’Hara      |
| 5      | A'Keria | Silky   | Sonique | Scarlet | Pandora | Trinity | Ginger  | Trinity | Eureka  | Scarlet | Trinity |                    |
| 6      | Jiggly  | Scarlet | Scarlet | Sonique | Ra'Jah  | Eureka  | Pandora | Pandora |         | Yara    |         |                    |
| 7      | Jan     | Pandora | Eureka  | Pandora | Jan     | Ra'Jah  | Jan     |         |         | Jiggly  |         |                    |
| 8      | Sonique | Ginger  | A'Keria | Ginger  | Sonique | A'Keria |         |         |         | Serena  |         |                    |
| 9      | Scarlet | Trinity | Ginger  | A'Keria | Scarlet |         |         |         |         | A'Keria |         |                    |
| 10     | Ginger  | A'Keria | Jan     | Yara    |         |         |         |         |         |         |         |                    |
| 11     | Silky   | Yara    | Silky   |         |         |         |         |         |         |         |         |                    |
| 12     | Trinity | Jiggly  |         |         |         |         |         |         |         |         |         |                    |
| 13     | Serena  |         |         |         |         |         |         |         |         |         |         |                    |

Legenda
     La concorrente ha vinto la gara
     La concorrente è arrivata in finale ma non ha vinto la gara
     La concorrente è arrivata in finale, ma è stata eliminata
     La concorrente ha vinto la sfida, si è esibita in playback e ha vinto
     La concorrente ha vinto la sfida, si è esibita in playback e ha perso
     La concorrente ha vinto la sfida, si è esibita in playback e ha pareggiato con la "Lip-sync Assassin"
     La concorrente figura tra le prime ma non si è esibita in playback
     La concorrente è salva e accede alla puntata successiva (l'ordine di chiamata è casuale)
     La concorrente figura tra le ultime ma non è a rischio eliminazione
     La concorrente figura tra le ultime ed è a rischio eliminazione
     La concorrente è stata eliminata dal migliore della puntata
     La concorrente è stata eliminata dal voto di tutte le concorrenti
     La concorrente è stata eliminata sia dal migliore della puntata che dal voto di tutte le concorrenti
     La concorrente ha partecipato al torneo dei playback, ha vinto ed è rientrata nella competizione
     La concorrente ha partecipato al torneo dei playback, ma ha perso ed è stata definitivamente eliminata
     La concorrente ha declinato l'invito a partecipare al torneo dei playback, ed è stata definitivamente eliminata

### Tabella votazioni
|                 |         |        |         |         |         |         |         |         |         |         |      |      |
| Concorrente     | Voti    | Voti   | Voti    | Voti    | Voti    | Voti    | Voti    | Voti    | Voti    | Voti    | Voti | Voti |
| Sonique         | Serena  | Jiggly | Silky   | Yara    | Scarlet | A'Keria | Jan     | Pandora | Eureka  | Trinity |      |      |
| Eureka          | Serena  | Jiggly | A'Keria | Yara    | Jan     | A'Keria | Pandora | Pandora | Trinity | Trinity |      |      |
| Ginger          | Serena  | Jiggly | A'Keria | Yara    | Scarlet | A'Keria | Pandora | Pandora | Eureka  | Trinity |      |      |
| Ra'Jah          | Serena  | Jiggly | A’Keria | Yara    | Jan     | A'Keria | Jan     | Pandora | Eureka  | Trinity |      |      |
| Trinity         | Serena  | Yara   | Silky   | Yara    | Jan     | A'Keria | Jan     | Pandora | Eureka  | Ra'Jah  |      |      |
| Pandora         | Serena  | Jiggly | Silky   | Yara    | Scarlet | A'Keria | Jan     | Trinity |         |         |      |      |
| Jan             | Serena  | Jiggly | Silky   | A'Keria | Scarlet | A'Keria | Pandora |         |         |         |      |      |
| A'Keria         | Serena  | Jiggly | Silky   | Yara    | Scarlet | Ra'Jah  |         |         |         |         |      |      |
| Scarlet         | Serena  | Jiggly | Silky   | Yara    | Jan     |         |         |         |         |         |      |      |
| Yara            | Trinity | Jiggly | Silky   | A'Keria |         |         |         |         |         |         |      |      |
| Silky           | Serena  | Jiggly | A'Keria |         |         |         |         |         |         |         |      |      |
| Jiggly          | Serena  | Yara   |         |         |         |         |         |         |         |         |      |      |
| Serena          | Trinity |        |         |         |         |         |         |         |         |         |      |      |
|                 |         |        |         |         |         |         |         |         |         |         |      |      |
| Eliminata       | Serena  | Jiggly | Silky   | Yara    | Scarlet | A'Keria | Jan     | Pandora | Eureka  | Trinity |      |      |
| Voto del gruppo | 11–1    | 9–2    | 6–4–0–0 | 8–1     | 4–4–0   | 6–1     | 3–3     | 4–1     | 3–1–0–0 | 3–1–0–0 |      |      |

Legenda
     La concorrente ha vinto la sfida e il playback e ha scelto la concorrente da eliminare
     La concorrente ha vinto la sfida, ma ha perso il playback e non ha potuto scegliere la concorrente da eliminare
     La concorrente ha vinto la sfida, ha perso il playback ma il suo voto è stato utilizzato per determinare uno spareggio
     La concorrente è a rischio eliminazione
     La concorrente è stata eliminata dalla migliore della puntata
     La concorrente è stata eliminata dal voto di tutte le concorrenti
     La concorrente è stata eliminata sia dalla migliore della puntata che dal voto di tutte le concorrenti
     La concorrente è stata eliminata sia dalla migliore della puntata che dal voto di tutte le concorrenti a seguito di uno spareggio
     La concorrente è stata eliminata

## Giudici
- RuPaul
- Michelle Visage
- Carson Kressley
- Ross Mathews

### Giudici ospiti
- Big Freedia
- Tina Knowles
- Tia Mowry
- Charli XCX
- Emma Roberts
- Aisha Tyler
- Jamal Sims
- Justin Simien
- Zaldy

## Special Guest
- Miss Piggy
- Coco Montrese
- Brooke Lynn Hytes
- Laganja Estranja
- Jessica Wild
- Bianca Del Rio
- Mayhem Miller
- Angela Bassett
- Manila Luzon
- Leland
- Freddy Scott
- Alexis Mateo
- Cheyenne Jackson
- Fortune Feimster
- Heidi N Closet
- Latrice Royale
- Kameron Michaels
- Alec Mapa
- Jermaine Fowler
- Jaida Essence Hall
- Tanya Tucker
- Shea Couleé

## Riassunto episodi

### Episodio 1 -All Star Variety Extravaganza
Il primo episodio della sesta edizione All Stars si apre con l'ingresso delle concorrenti nell'atelier. La prima ad entrare è A'Keria C. Davenport, l'ultima è Eureka!. RuPaul fa il suo ingresso, annunciando l'inizio di una nuova edizione e dichiarando inoltre che ci sarebbero stati ancora i duelli contro le "Lip-Sync Assassins". Prima di annunciare la mini sfida, RuPaul annuncia l'ingresso di una quattordicesima concorrente, per poi scoprire che in realtà si tratta di Miss Piggy dei Muppet, che partecipa a un cameo.
- La mini sfida: per la mini sfida, le concorrenti dovranno "leggersi" a vicenda, ovvero dirsi qualcosa di cattivo l'un l'altra in modo scherzoso. La vincitrice è Ginger Minj.
- La sfida principale: le concorrenti prenderanno parte ad una gara di talenti, esibendosi davanti ai giudici. Mentre le concorrenti si stanno preparando, molte discutono sulle possibili strategie da utilizzare durante la votazione, e su come le amicizie nate durante le stagioni precedenti possono risultare un vantaggio o uno svantaggio. Le concorrenti decidono di esibirsi nelle seguenti categorie:

| Concorrente          | Talento dell'esibizione     |
| -------------------- | --------------------------- |
| Jan                  | Canto                       |
| Pandora Boxx         | Lip Sync                    |
| Jiggly Caliente      | Lip Sync                    |
| Kylie Sonique Love   | Canto e ballo               |
| Ra'Jah O'Hara        | Tutorial rapido             |
| A'Keria C. Davenport | Lip Sync                    |
| Trinity K. Bonet     | Stand-up comedy             |
| Eureka!              | Lip Sync                    |
| Scarlet Envy         | Bolle di sapone e burlesque |
| Silky Nutmeg Ganache | Gospel                      |
| Serena ChaCha        | Lip Sync                    |
| Ginger Minj          | Canto                       |
| Yara Sofia           | Lip Sync                    |

Prima dei giudizi, RuPaul comunica che, come nell'edizione precedente, solo la concorrente migliore si sfiderà nel "Lip-Sync For Your Legacy", scontrandosi con una "Lip-Sync Assassin". In caso di vittoria della concorrente in gara, questa riceve, oltre a 10.000 dollari, il potere di eliminare una fra le concorrenti peggiori della puntata. Altrimenti, in caso di sconfitta contro la "Lip-Sync Assassin", sarà il voto delle altre concorrenti a decidere chi eliminare, e i 10.000 dollari saranno sommati per il montepremi del playback successivo. RuPaul dichiara Eureka, A'Keria, Jiggly, Jan, Sonique, Scarlet e Ginger salve, e lascia le altre concorrenti sul palco per le critiche; dopodiché, dichiara Yara Sofia la migliore e Trinity K. Bonet e Serena ChaCha le peggiori. Silky, Ra'Jah e Pandora si posizionano a metà e sono salve. Le concorrenti vengono mandate nel backstage per decidere chi verrà eliminata. Al ritorno sul palcoscenico, RuPaul annuncia la "Lip-Sync Assassin", Coco Montrese, concorrente della quinta edizione e della seconda edizione All Stars.
- L'eliminazione: Yara Sofia e Coco Montrese si esibiscono in playback sulla canzone Uptown Funk di Mark Ronson e Bruno Mars. Coco Montrese viene dichiarata vincitrice del playback e rivela che le concorrenti hanno scelto di eliminare Serena ChaCha.

### Episodio 2 -The Blue Ball
Il secondo episodio inizia con le concorrenti che rientrano nell'atelier dopo l'eliminazione di Serena, con Trinity grata per aver ricevuto una seconda possibilità per mostrare la propria evoluzione. Intanto si discute sul risultato della votazione unanime che ha determinato l'eliminazione di Serena, e, successivamente, Yara ammette invece di aver scelto Trinity come concorrente da eliminare.
- La sfida principale: per la sfida principale, le concorrenti partecipano al The Blue Ball, dove presenteranno tre look differenti; il terzo dovrà essere cucito e assemblato a mano. Le categorie sono:
  - Blue Betta Werk: un look da donna lavoratrice che svolge ruoli prettamente maschili;
  - Blue Jean Baby: un look interamente creato con il denim;
  - Blue Ball Bonanza: un look realizzato in giornata con materiali, stoffe e parrucche completamente blu.

Giudice ospite della puntata è Big Freedia. RuPaul dichiara Jan, Silky, Scarlet, Pandora, Ginger e Trinity salve e lascia le altre concorrenti sul palco per le critiche, per poi dichiarare Ra'Jah O'Hara la migliore della puntata. Jiggly Caliente e Yara Sofia sono nominate le peggiori. Sonique, Eureka e A'Keria si posizionano a metà e sono salve. Quando ritornano nell'atelier per discutere su chi eliminare, Jiggly inizia a piangere perché non vuole andarsene, perché vorrebbe dimostrare tutto il suo potenziale. Al ritorno sul palcoscenico, RuPaul annuncia la "Lip-Sync Assassin", Brooke Lynn Hytes, concorrente dell'undicesima edizione e co-conduttrice di Canada's Drag Race.
- L'eliminazione: Ra'Jah O'Hara e Brooke Lynn Hytes si esibiscono in playback sulla canzone Miss You Much di Janet Jackson. RuPaul annuncia che sia Ra'Jah O'Hara sia Brooke Lynn Hytes sono vincitrici. Ra'Jah O'Hara rivela di aver scelto Jiggly Caliente come concorrente da eliminare; successivamente Brooke Lynn Hytes rivela che anche le concorrenti hanno scelto a maggioranza il nome di Jiggly Caliente.

### Episodio 3 -Side Hustles
Il terzo episodio inizia con le concorrenti che rientrano nell'atelier dopo l'eliminazione di Jiggly, congratulandosi con Ra'Jah per la fantastica esibizione. Intanto durante il controllo dei risultati della votazione, si viene a scoprire che è presente un voto per Yara, inserito da Trinity. Quest'ultima spiega che voleva premiare l'impegno di Jiggly durante la sfida, anche se molte delle concorrenti pensano che sia una vendetta perché Yara aveva scelto Trinity come concorrente da eliminare nella scorsa puntata.
- La sfida principale: le concorrenti divise in squadre, dovranno ideare, realizzare e produrre uno spot commerciale per promuovere la propria azienda di lavoro part-time. Per la formazione delle squadre, le concorrenti vengono poste in ordine d'altezza, dalla più bassa a quella più alta. Il primo team è composto da Ginger, A'Keria, Jan e Silky, il secondo da Trinity, Pandora, Yara e Ra'Jah ed infine Sonique, Scarlet ed Eureka.

Dopo aver scritto il copione, le concorrenti raggiungono Michelle Visage e Ross Mathews, che aiuteranno a produrre gli spot nel ruolo di registra. Trinity, Pandora, Yara e Ra'Jah saranno le "Fix-It Bitch", un'azienda di lavoratrici specializzata nel riparare qualsiasi cosa; Sonique, Scarlet ed Eureka saranno le "Exor-Size Queen", che praticano esorcismi attraverso l'attività fisica; Ginger, A'Keria, Jan e Silky saranno le "R.A.Q", ovvero drag queen in affitto adatte per ogni occasione.
Giudice ospite della puntata è Tia Mowry. Il tema della sfilata è RuDemption Runway, dove le concorrenti devono sfoggiare un look che rimedia una sfilata nella propria stagione non piaciuta molto ai giudici. Dopo la sfilata RuPaul annuncia che l'agenzia di Trinity, Pandora, Yara e Ra'Jah è la migliore, e alla fine dichiara Trinity K. Bonet la migliore della puntata. Dopo le critiche da parte dei giudici, RuPaul sceglie Ginger Minj, A'Keria C. Davenport, Jan e Silky Nutmeg Ganache come le peggiori. Quando le concorrenti ritornano nell'atelier per discutere su chi eliminare, A'Keria e Silky si sentono responsabili per il fallimento della squadra e sono d'accordo con il resto dei concorrenti di essere le uniche che saranno votate per l'eliminazione. Al ritorno sul palcoscenico, RuPaul annuncia la "Lip-Sync Assassin", Laganja Estranja, concorrente della sesta edizione.
- L'eliminazione: Trinity K. Bonet e Laganja Estranja si esibiscono in playback sulla canzone Physical di Dua Lipa. Laganja Estranja viene dichiarata vincitrice del playback e rivela che le concorrenti hanno scelto a maggioranza di eliminare Silky Nutmeg Ganache dalla competizione.

### Episodio 4 -Halftime Headliners
Il quarto episodio inizia con le concorrenti che rientrano nell'atelier dopo l'eliminazione di Silky, con Trinity non molto soddisfatta per la sua esibizione al playback, ma contenta di aver tenuto testa ad una "Lip-Sync Assassin" del calibro di Laganja Estranja. Intanto durante il controllo dei risultati della votazione, si viene a scoprire che le uniche concorrenti ad essere state votate sono state A'Keria e Silky, con quest'ultima solo con due voti in più. Eureka, Ginger, e Ra'Jah ammettono di aver votato A'Keria spiegando ognuna le proprie motivazioni. Trinity, invece, ammette invece di aver scelto Silky come concorrente da eliminare.
- La sfida principale: per la sfida principale, le concorrenti prenderanno parte a un musical ispirato agli Halftime Shows del Super Bowl. Ogni concorrente dovrà impersonare un cantante o musicista eseguendo un numero di ballo cantando in playback le canzoni di RuPaul adattate allo stile dell'interprete. Una volta assegnati i ruoli le concorrenti incontrano il coreografo Jamal Sims, con il quale organizzano la coreografia per lo spettacolo. I personaggi impersonati dai concorrenti sono:

| Concorrente          | Cantante impersonato | Canzone di RuPaul            |
| -------------------- | -------------------- | ---------------------------- |
| A'Keria C. Davenport | Prince               | I Bring the Beat             |
| Eureka!              | Madonna              | Dance With U                 |
| Ginger Minj          | Fergie               | Geronimo                     |
| Jan                  | Lady Gaga            | A Little Bit Of Love         |
| Kylie Sonique Love   | Steven Tyler         | If I Dream                   |
| Pandora Boxx         | Carol Channing       | Click Clack (Make Dat Money) |
| Ra'Jah O'Hara        | Diana Ross           | The Beginning                |
| Scarlet Envy         | Katy Perry           | Sissy That Walk              |
| Trinity K. Bonet     | Beyoncé              | Bring Back My Girls          |
| Yara Sofia           | Shakira              | Cover Girl                   |

Giudice ospite della puntata è Jamal Sims. Il tema della sfilata di questa puntata è The Frill of It All, dove le concorrenti devono sfoggiare un abito con delle balze. RuPaul dichiara Ra'Jah, Scarlet, Sonique e Pandora salve, e lascia le altre concorrenti sul palco per le critiche, scegliendo poi Jan come la migliore della puntata, e A'Keria C. Davenport e Yara Sofia come peggiori. Ginger, Eureka e Trinity si posizionano a metà e sono salve. Al ritorno sul palcoscenico, RuPaul annuncia la "Lip-Sync Assassin", Jessica Wild, concorrente della seconda edizione.
- L'eliminazione: Jan e Jessica Wild si esibiscono in playback sulla canzone Womanizer di Britney Spears. Jessica Wild viene dichiarata vincitrice del playback e rivela che le concorrenti hanno scelto di eliminare Yara Sofia dalla competizione.

### Episodio 5 -Pink Table Talk
Il quinto episodio inizia con le concorrenti che rientrano nell'atelier dopo l'eliminazione di Yara. Alcune concorrenti sono rimaste stupite dal suo comportamento brusco dopo che è stata eliminata. Intanto durante il controllo dei risultati della votazione, si viene a scoprire che le concorrenti hanno votato in maniera unanime per l'eliminazione di Yara, mentre Jan ammette di aver votato per A'Keria, spiegando che erroneamente supponeva che il gruppo avrebbe fatto la stessa scelta tenendo conto principalmente delle statistiche della competizione.
- La sfida principale: le concorrenti dovranno scrivere, produrre e condurre un talk show chiamato Pink Table Talk. Divise in tre gruppi, dovranno intrattenere e discutere su argomento specifico. Il primo gruppo è composto da A'Keria, Eureka e Trinity, che ha come tema il "Sesso", il secondo da Ra'Jah, Scarlett e Sonique con tema la "Maternità" e infine Ginger, Jan e Pandora che discuteranno sul "Corpo".

Giudice ospite della puntata è Aisha Tyler. Il tema della sfilata di questa puntata è Clash of the Patterns, dedicato agli accostamenti tra diverse fantasie stampate. Dopo la sfilata RuPaul annuncia che il talk show di A'Keria, Eureka e Trinity è stato il migliore, ma che Ginger Minj è la vincitrice della puntata. Dopo le critiche da parte dei giudici, RuPaul sceglie Kylie Sonique Love, Scarlet Envy e Jan come le peggiori. Ra'Jah e Pandora si posizionano a metà e sono salve. Al ritorno sul palcoscenico, RuPaul annuncia la "Lip-Sync Assassin". Inizialmente sale sul palco Bianca Del Rio, vincitrice della sesta edizione, in realtà si tratta di uno scherzo (Bianca del Rio non ha mai dovuto sfidare a playback in tutta la sua edizione), e viene annunciata la vera "Assassin", Mayhem Miller, concorrente della decima edizione e della quinta edizione All Stars.
- L'eliminazione: Ginger Minj e Mayhem Miller si esibiscono in playback sulla canzone Phone di Lizzo. Ginger Minj viene dichiarata vincitrice del playback e rivela di aver scelto Scarlet Envy come concorrente da eliminare.

### Episodio 6 -Rumerican Horror Story: Coven Girls
Il sesto episodio inizia con le concorrenti che rientrano nell'atelier dopo l'eliminazione di Scarlet, congratulandosi con Ginger. Durante il controllo dei risultati della votazione, si scopre un pareggio tra Scarlet e Jan. Quest'ultima ne è infastidita perché vorrebbe dimostrare ai giudici tutto il suo potenziale e non si sente inferiore alle altre. Successivamente Sonique ringrazia le altre per non averla votata, anche se Ginger amette che inizialmente voleva scegliere lei come concorrente da eliminare, basandosi sulle critiche della sfida precedente.
- La sfida principale: per la sfida principale, le concorrenti devono recitare nella mini-serie Rumerican Horror Story: Coven Girls, parodia della serie tv American Horror Story. Durante l'assegnazione dei ruoli, si vengono a creare delle tensioni fra alcune delle concorrenti che vogliono interpretare lo stesso personaggio. Poco dopo, le concorrenti ricevono un video-messaggio da Angela Bassett che dà loro consigli su come divertirsi in una serie horror-thriller. Prima della sfilata, molte concorrenti parlano delle loro esperienza paranormali e discutono sull'esistenza dei fantasmi.

| Concorrente          | Personaggio interpretato |
| -------------------- | ------------------------ |
| A'Keria C. Davenport | Gabby                    |
| Eureka!              | Kathy Bates              |
| Ginger Minj          | Emma                     |
| Jan                  | Leia                     |
| Kylie Sonique Love   | Jessica                  |
| Pandora Boxx         | Frances                  |
| Ra'Jah O'Hara        | Sarah                    |
| Trinity K. Bonet     | Angela                   |

Giudice ospite della puntata è Emma Roberts. Il tema della sfilata di questa puntata è Oh My Goth!, ispirato al look gotico. RuPaul dichiara Pandora e Trinity salve, e lascia le altre concorrenti sul palco per le critiche, scegliendo poi Kylie Sonique Love come migliore della puntata, e Ra'Jah O'Hara e A'Keria C. Davenport come peggiori. Ginger, Eureka e Jan si posizionano a metà e sono salve. Al ritorno sul palcoscenico, RuPaul annuncia la "Lip-Sync Assassin", Manila Luzon, concorrente della terza edizione e della prima e quarta edizione All Stars.
- L'eliminazione: Kylie Sonique Love e Manila Luzon si esibiscono in playback sulla canzone Dirrty di Christina Aguilera e Redman. Kylie Sonique Love viene dichiarata vincitrice del playback e rivela di aver scelto A'Keria C. Davenport come concorrente da eliminare dalla competizione.

### Episodio 7 -Show Up Queen
Il sesto episodio inizia con le concorrenti che rientrano nell'atelier dopo l'eliminazione di A'Keria, con Ra'Jah riconoscente nei confronti delle altre concorrenti, ma ammette anche di sentirsi sotto pressione per aver rischiato di essere eliminata. Inoltre, Jan fa notare che Eureka e Pandora sono le uniche concorrenti rimaste in gara a non avere ottenuto ancora una vittoria.
- La sfida principale: per la sfida principale le concorrenti, divise in due gruppi, devono scrivere, produrre e coreografare un numero da girl group, con un messaggio motivazionale per il nuovo singolo Show Up Queen. Kylie Sonique Love e Ra'Jah O'Hara, rispettivamente la migliore e una delle peggiori delle puntata precedente, saranno le due caposquadra. Ra’Jah sceglie per il suo team Jan, Trinity e Pandora (ultima rimasta), mentre Sonique sceglie Ginger ed Eureka. Una volta scritto il pezzo, ogni gruppo va nella sala di registrazione, dove Leland e Freddy Scott offrono loro consigli e aiuto. Successivamente tutti i gruppi raggiungono il palcoscenico principale per le prove della coreografia. Pandora ha le maggiori difficoltà, mentre il gruppo di Sonique risente della mancanza di un vero leader.

| Team         | Concorrenti        | Brano della performance |
| ------------ | ------------------ | ----------------------- |
| Team Ra'Jah  | Jan                | "Show Up Queen"         |
| Team Ra'Jah  | Pandora Boxx       | "Show Up Queen"         |
| Team Ra'Jah  | Ra'Jah O'Hara      | "Show Up Queen"         |
| Team Ra'Jah  | Trinity K. Bonet   | "Show Up Queen"         |
| Team Sonique | Eureka!            | "Show Up Queen"         |
| Team Sonique | Ginger Minj        | "Show Up Queen"         |
| Team Sonique | Kylie Sonique Love | "Show Up Queen"         |

Giudice ospite della puntata è Zaldy. Il tema della sfilata è Hot Tropics, dedicato ai look per una giornata su una spiaggia tropicale. Dopo le critiche dei giudici, RuPaul dichiara Trinity K. Bonet la migliore della puntata, mentre Jan e Pandora Boxx sono le peggiori. Eureka, Ginger, Ra’Jah e Sonique si posizionano a metà e sono salve. Al ritorno sul palcoscenico, RuPaul annuncia la “Lip-Sync Assassin”, Alexis Mateo, concorrente della terza edizione e della prima e quinta edizione All Stars. 
- L’eliminazione: Alexis Mateo e Trinity K. Bonet si esibiscono in playback sulla canzone Dance Again di Jennifer Lopez e Pitbull. Alexis Mateo viene dichiarata vincitrice del playback, tuttavia rivela che il voto delle concorrenti ha determinato un pareggio tra Jan e Pandora Boxx. Poiché un evento simile non era mai avvenuto, RuPaul annuncia che sarà il voto della migliore della puntata a decretare la concorrente da eliminare. Trinity K. Bonet rivela quindi di aver scelto Jan come concorrente da eliminare dalla competizione.

### Episodio 8 -Snatch Game of Love
L'ottavo episodio inizia con le concorrenti che rientrano nell'atelier dopo l'eliminazione di Jan, ancora scosse dagli eventi avvenuti durante l'eliminazione. Tutte si congratulano con Trinity per essere stata la prima concorrente ad ottenere una seconda vittoria in questa stagione, anche se essa continua a non ritersi soddisfatta per le sue esibizioni al playback, dato che non è riuscita a battere una "Lip-Sync Assassin". Intanto durante il controllo dei risultati della votazione, Eureka e Ginger ammettono di aver votato Pandora spiegando ognuna le proprie motivazioni, e quest'ultima ne è infastidita poiché ritiene di non meritarselo, essendo stata solo una volta nelle peggiori, a differenza di Jan che era alla terza volta.
- La sfida principale: per la sfida principale le concorrenti giocano al Snatch Game of Love, basato sul gioco americano The Dating Game, noto in Italia come Il gioco delle coppie. Le partecipanti devono scegliere una celebrità da impersonare, cercando di sedurre un corteggiatore attraverso le domande che vengono loro fatte. Le celebrità scelte dalle concorrenti sono state:

| Corteggiatore    | Concorrenti        | Celebrità impersonata |
| ---------------- | ------------------ | --------------------- |
| Cheyenne Jackson | Ginger Minj        | Phyllis Diller        |
| Cheyenne Jackson | Trinity K. Bonet   | Whitney Houston       |
| Cheyenne Jackson | Kylie Sonique Love | Dolly Parton          |
| Fortune Feimster | Eureka!            | Divine                |
| Fortune Feimster | Pandora Boxx       | Kim Cattrall          |
| Fortune Feimster | Ra'Jah O'Hara      | La Toya Jackson       |

Giudice ospite della puntata è Tina Knowles. Il tema della sfilata dell’episodio è Pop Art, dove le concorrenti devono sfoggiare un abito ispirato all'omonima corrente artistica. Dopo le critiche dei giudici, RuPaul dichiara Ginger Minj la migliore della puntata, mentre Trinity K. Bonet e Pandora Boxx sono le peggiori. Sonique, Eureka e Ra'Jah si posizionano a metà e sono salve. Al ritorno sul palcoscenico, viene annunciata la “Lip-Sync Assassin”, Heidi N Closet, concorrente della dodicesima edizione. 
- L’eliminazione: Ginger Minj e Heidi N Closet si esibiscono in playback sulla canzone Sugar Walls di Sheena Easton. Ginger Minj viene dichiarata vincitrice del playback e rivela di aver scelto Pandora Boxx come concorrente da eliminare.

### Episodio 9 -Drag Tots
Il nono episodio inizia con le concorrenti che rientrano nell'atelier dopo l'eliminazione di Pandora, che si congratulano con Ginger per aver ottenuto la sua seconda vittoria nella stagione. Dopo aver controllato il risultato della votazione, che ha determinato in maniera unanime l'eliminazione di Pandora, Trinity è grata alle altre per avere la possibilità di continuare nella competizione.
- La mini sfida: per la mini sfida le concorrenti giocano a All Star Class Superlatives, dove devono rispondere a delle domande poste da RuPaul su quale tra loro risponda a determinate caratteristiche; chi risponde in maniera conforme alla maggioranza guadagna un punto. Le vincitrici sono Ginger Minj e Kylie Sonique Love.

- La sfida principale: per la sfida principale, le concorrenti hanno il compito di creare un personaggio di una drag queen da cartone animato, ispirandosi alla mini-serie web Drag Tots. Devono, inoltre, realizzare un look completo e una storia per il personaggio. I personaggi creati dalle concorrenti sono:

| Concorrente        | Nome del personaggio       |
| ------------------ | -------------------------- |
| Eureka!            | Alexandria McQueen         |
| Ginger Minj        | Tara Belle                 |
| Kylie Sonique Love | Miss Behave                |
| Ra'Jah O'Hara      | I'Siya Queen               |
| Trinity K. Bonet   | Fierce Furlicia the Feline |

Giudice ospite della puntata è Charli XCX. Il tema della sfilata è Drag Tots, dove le concorrenti devono presentare il look del personaggio appena creato. Dopo le critiche dei giudici, RuPaul dichiara Ra'Jah O'Hara la migliore della puntata. Inoltre viene annunciato che, a partire da questo momento, tutte le altre concorrenti sono automaticamente a rischio eliminazione. Al ritorno sul palcoscenico, viene annunciata la "Lip-Sync Assassin", Kameron Michaels, concorrente della decima edizione. 
- L’eliminazione: Ra'Jah O'Hara e Kameron Michaels si esibiscono in playback sulla canzone Boom Clap di Charli XCX. Kameron Michaels viene dichiarata vincitrice del playback e rivela che le concorrenti hanno scelto di eliminare Eureka! dalla competizione. Poco dopo l'eliminazione, nell'atelier, la stessa Eureka riceve un videomessaggio da parte di RuPaul, che la invita a tornare immediatamente sul palcoscenico.

### Episodio 10 -Rudemption Lip-Sync Smackdown
Il decimo episodio inizia con le concorrenti che rientrano nell'atelier dopo l'eliminazione di Eureka, festeggiando per essere le ultime quattro rimaste. Dopo aver controllato il risultato della votazione, che ha determinato in maniera unanime l'eliminazione di Eureka, si scopre che il voto di quest'ultima era per Trinity.
Subito dopo le quattro concorrenti ricevono un videomessaggio da parte di Carson Kressley, che annuncia come, nelle settimane precedenti, le concorrenti via via eliminate si siano sfidate per rientrare in competizione, in un "gioco nel gioco" finora tenuto segreto.
- Il torneo: vengono mostrate le varie manche del RuPaul's Secret Rudemption Lip-Sync Smackdown, un torneo di playback dove le concorrenti eliminate si sfidano per ottenere la possibilità di tornare in gara. I duelli saranno inizialmente tra le ultime due eliminate, poi tra la vincitrice di quest'ultimo e l'eliminata della settimana. Solo chi vince potrà continuare dunque nel torneo, fino al playback finale che garantirà il rientro ufficiale nella gara.

- L'eliminazione: il primo duello è tra Serena ChaCha e Jiggly Caliente, che si esibiscono in playback sulla canzone Free Your Mind delle En Vogue. Jiggly Caliente viene dichiarata vincitrice e accede al duello successivo, mentre Serena ChaCha viene definitivamente eliminata.

Il secondo duello è tra Jiggly Caliente e Silky Nutmeg Ganache, che si esibiscono in playback sulla canzone Girls Just Want to Have Fun di Cyndi Lauper. Silky Nutmeg Ganache viene dichiarata vincitrice e accede al duello successivo, mentre Jiggly Caliente viene definitivamente eliminata.
Il terzo è tra Silky Nutmeg Ganache e Yara Sofia, che si esibiscono su Point of No Return delle Exposé. Silky Nutmeg Ganache viene dichiarata vincitrice e accede al duello successivo, mentre Yara Sofia viene definitivamente eliminata.
Il quarto è tra Silky Nutmeg Ganache e Scarlet Envy, che si devono esibire su Song for the Lonely di Cher. Silky Nutmeg Ganache viene dichiarata vincitrice e accede al duello successivo, mentre Scarlet Envy viene definitivamente eliminata.
Il quinto duello avrebbe dovuto vedere poste Silky Nutmeg Ganache e A'Keria C. Davenport, ma quest'ultima ha deciso di non partecipare al torneo. Silky Nutmeg Ganche decide comunque di fare la sua esibizione da sola, sulla canzone Barbie Girl degli Aqua, accedendo automaticamente al duello successivo.
Il sesto duello è tra Silky Nutmeg Ganache e Jan, che si esibiscono in playback sulla canzone Heartbreaker di Pat Benatar. Silky Nutmeg Ganache viene dichiarata vincitrice e accede al duello successivo, mentre Jan viene definitivamente eliminata.
Il settimo è tra Silky Nutmeg Ganache e Pandora Boxx, che si esibiscono su Focus di Ariana Grande. Silky Nutmeg Ganache è dichiarata vincitrice e accede al duello successivo, mentre Pandora Boxx viene definitivamente eliminata.
L'ultimo duello è tra Silky Nutmeg Ganache e Eureka!, che si esibiscono in playback sulla canzone Since U Been Gone di Kelly Clarkson. Dopo l'esibizione non viene dichiarata immediatamente una vincitrice, che sarà invece annunciata il giorno seguente direttamente nell'atelier.

### Episodio 11 -The Charisma, Uniqueness, Nerve and Talent Monologues
L'undicesimo episodio riprende gli ultimi eventi dell'episodio precedente, con Eureka e Silky che attendono l'esito della loro performance. RuPaul dichiara Eureka! vincitrice del torneo e le permette di rientrare ufficialmente in gara, mentre Silky Nutmeg Ganache viene definitivamente eliminata.
Il giorno successivo, le concorrenti rientrano nell'atelier, ancora all'oscuro sul risultato del torneo. RuPaul fa il suo ingresso e annuncia che la vincitrice è Eureka!, che rientra in gara.
- La mini sfida: le concorrenti prendono parte a un servizio fotografico a tema Pride; lo scopo è di rappresentare al meglio l'orgoglio di far parte della comunità LGBTQIA+. La vincitrice della mini sfida è Kylie Sonique Love.
- La sfida principale: le concorrenti devono scrivere e presentare un monologo personale davanti ai giudici, con una performance intitolata The Charisma, Uniqueness, Nerve and Talent Monologues. Una volta scritto il monologo, ogni concorrente raggiunge il palco principale per le prove generali, dove ricevono consigli da Alec Mapa e Jermaine Fowler.

| Concorrente        | Monologo                |
| ------------------ | ----------------------- |
| Eureka!            | A Benefit for Boom Boom |
| Ginger Minj        | My Ruby Slippers        |
| Kylie Sonique Love | First Time              |
| Ra'Jah O'Hara      | Bunny Tail              |
| Trinity K. Bonet   | Bamboozled              |

Giudice ospite della puntata è Justin Simien. Il tema della sfilata è Oops, I Did It Again, A Fashionable Fashion Fail, dedicata agli incidenti imbarazzanti o imprevisti durante la prova vestiti. Dopo le critiche dei giudici, RuPaul dichiara Eureka! la migliore della puntata mentre tutte le altre concorrenti sono automaticamente a rischio eliminazione. Al ritorno sul palcoscenico, viene annunciata la "Lip-Sync Assassin", Jaida Essence Hall, vincitrice della dodicesima edizione.
- L'eliminazione: Eureka! e Jaida Essence Hall si esibiscono in playback sulla canzone Good Golly, Miss Molly di Little Richard. RuPaul annuncia che sia Eureka! e Jaida Essence Hall sono vincitrici. Jaida Essence Hall rivela che le concorrenti hanno scelto a maggioranza il nome di Trinity K. Bonet per eliminare; successivamente anche Eureka! rivela di aver scelto Trinity K. Bonet, che quindi viene definitivamente eliminata prima della finale.

### Episodio 12 -This Is Our Country
Il dodicesimo e ultimo episodio inizia con le finaliste che ritornano nell'atelier, festeggiando per essere arrivate fino alla fine mentre discutono sul percorso fatto e di come siano migliorate rispetto alla loro ultima volta nel programma, chiedendosi anche chi riuscirà a vincere.
Per l'ultima prova, prima di incoronare la vincitrice di quest'edizione, le concorrenti dovranno comporre un pezzo, cantare ed esibirsi sulla canzone di RuPaul, This Is Our Country, oltre a prendere parte a un podcast con RuPaul e Michelle Visage.
Per la coreografia, le concorrenti hanno come istruttore Jamal Sims. Durante la prova per la coreografia, Ginger e Eureka hanno dei problemi con i passi di gruppo, mentre Ra'Jah ha problemi con la coreografia da solista. Nel frattempo a uno a uno le concorrenti prendono parte al podcast dove RuPaul e Michelle Visage fanno domande sulla loro esperienza in questa edizione di RuPaul's Drag Race All Stars.
I giudici della puntata sono: RuPaul, Michelle Visage, Ross Mathews, Carson Kressley e Jamal Sims come giudice ospite. Il tema della sfilata è All Star Hall of Fame Eleganza Extravaganza, dove le concorrenti dovranno sfilare con il loro vestito migliore.
Dopo le critiche dei giudici RuPaul comunica che tutte le finaliste hanno fatto un'ottima performance e che si affronteranno insieme per la sfida finale. Eureka!, Ginger Minj, Kylie Sonique Love e Ra'Jah O'Hara si esibiscono in playback sulla canzone Stupid Love di Lady Gaga. Dopo l'esibizione RuPaul decide che Kylie Sonique Love è la vincitrice della sesta edizione di RuPaul's Drag Race All Stars.